# Grodzieńskie Państwowe Muzeum Historyczno-Archeologiczne
Grodzieńskie Państwowe Muzeum Historii i Archeologii (biał. Гродзенскі дзяржаўны гісторыка-археалагічны музей) – jedno z najstarszych i największych muzeów Grodzieńszczyzny i całej Białorusi. Założone w roku 1920 z inicjatywy historyka Józefa Jodkowskiego. Znajduje się w Grodnie przy ul. Zamkowej 20 w budynkach Starego i Nowego Zamku.
Zasoby muzealne liczą dziś około 200 tysięcy obiektów, takich jak starodruki (około 23 tysięcy), kolekcje archeologiczne (około 40 tysięcy przedmiotów odkopanych na ziemi grodzieńskiej), numizmatyka i inne. Na stałej ekspozycji przedstawiono około 7 tysięcy przedmiotów. Od końca lat 20. XX w. muzeum mieści się w Starym Zamku, w roku 1991 przekazano mu większą część pomieszczeń Nowego Zamku. Główna część ekspozycji mieści się w pałacu Starego Zamku wzniesionego w 16 stuleciu dla króla Stefana Batorego.
Na parterze i piętrze pałacu Batorego ekspozycja opowiada o historii, kulturze i przyrodzie Kraju Niemeńskiego. Dużo miejsca zajmuje kolekcja przedmiotów archeologii – zbroja obrońców Grodna przed Krzyżakami, biżuteria, instrument rzemieślniczy, zabawki dziecięce, przedmioty kultu chrześcijańskiego. Można zobaczyć dawne książki, kafle, meble, monety z różnych krajów Europy. Wśród nich znajdują się np. pas „słucki” i krzesła z początku XVIII wieku. W innych salach przedstawiona jest historia przedsiębiorstw działających w Grodnie w XIX i na początku XX wieków, życia okolicznych chłopów i ich kultury materialnej. Pokazane są materiały o wydarzeniach I i II wojny światowej.
Oprócz muzealnej ekspozycji na Starym Zamku można zobaczyć kilka sal muzealnych na Nowym Zamku, a także ruinę pomnika architektury z XII wieku – Cerkwi Dolnej i resztki murów obronnych z czasów księcia litewskiego Witolda. 
Budynki muzealne są połączone najstarszym na Białorusi XVII-wiecznym murowanym mostem. Innym muzeum historycznym jest Muzeum Historii Horodnicy przedstawiającej dzieje powstałej w czasach króla Stanisława Augusta Poniatowskiego dzielnicy Horodnica. Muzeum to znajduje się w zabytkowym budynku przy ulicy Orzeszkowej, który był wybudowany przez Antoniego Tyzenhauza.

Stare szkło
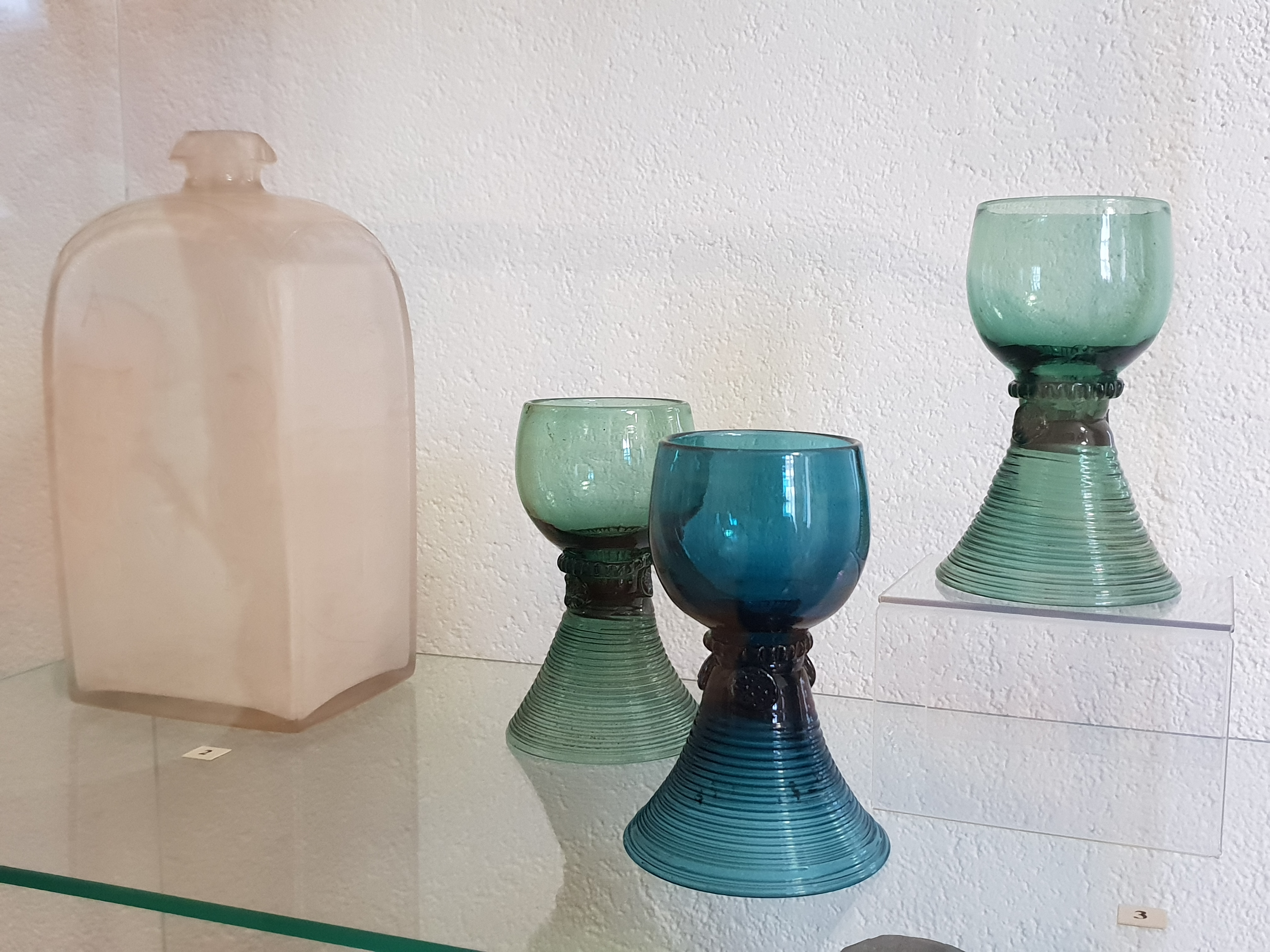
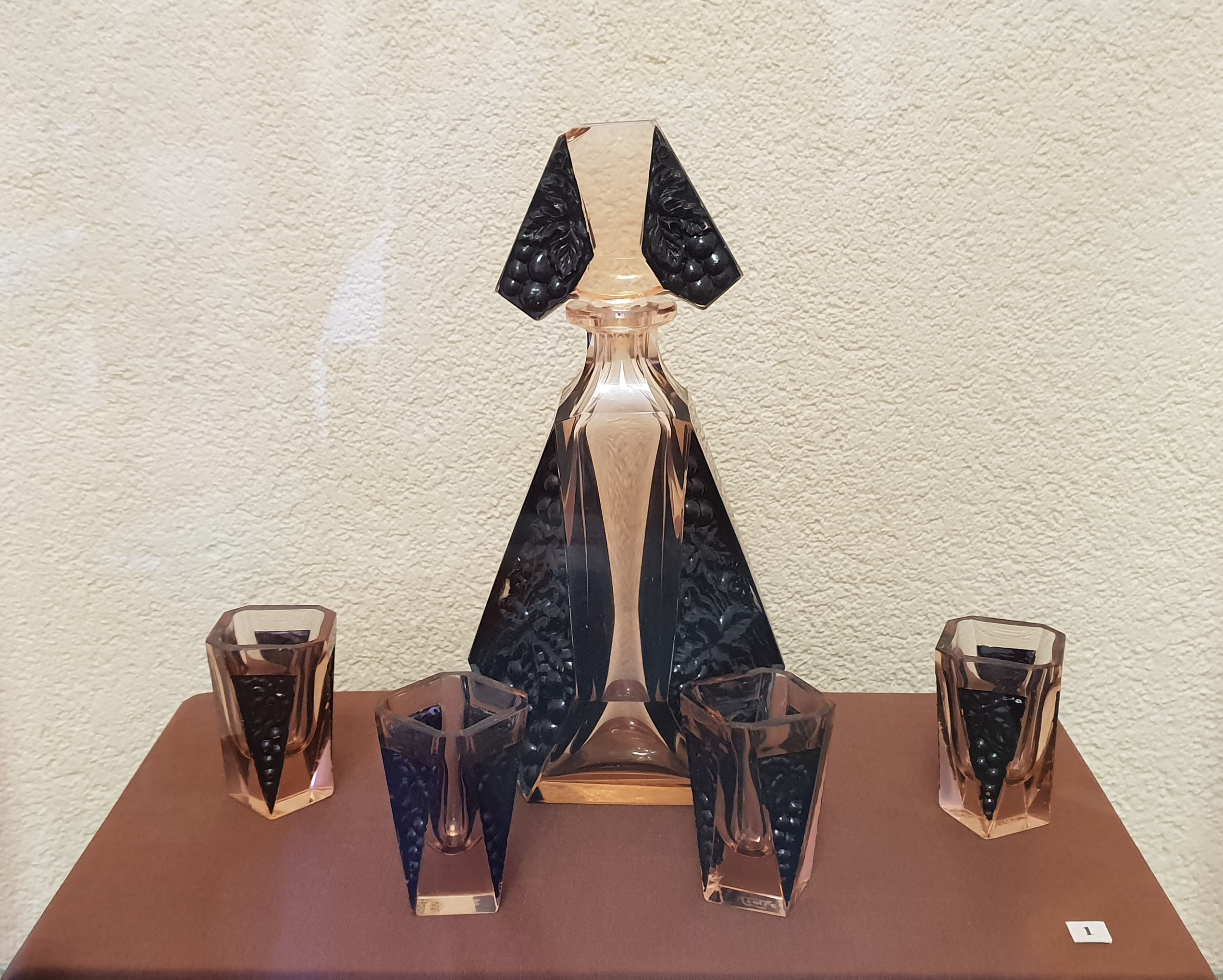
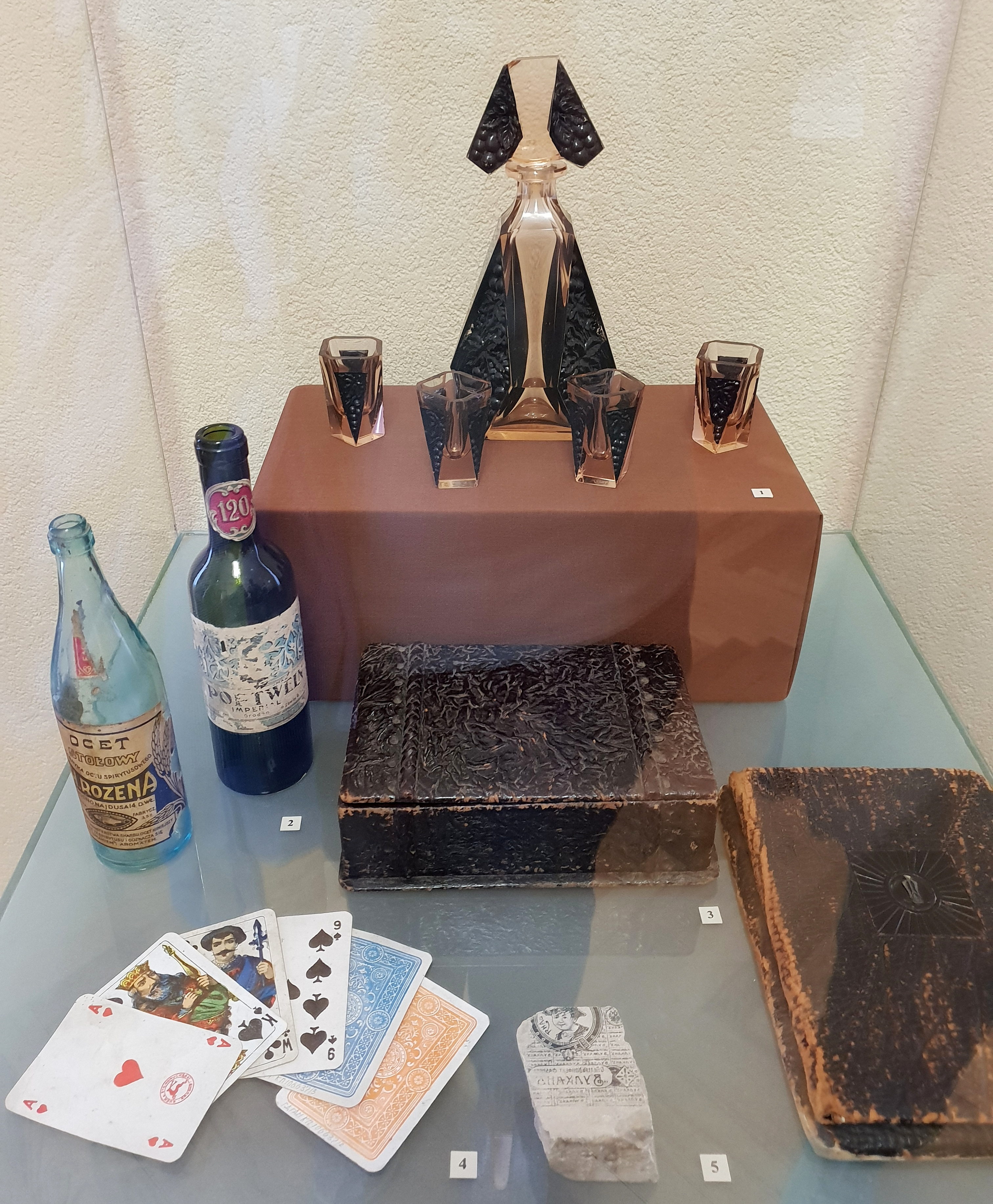
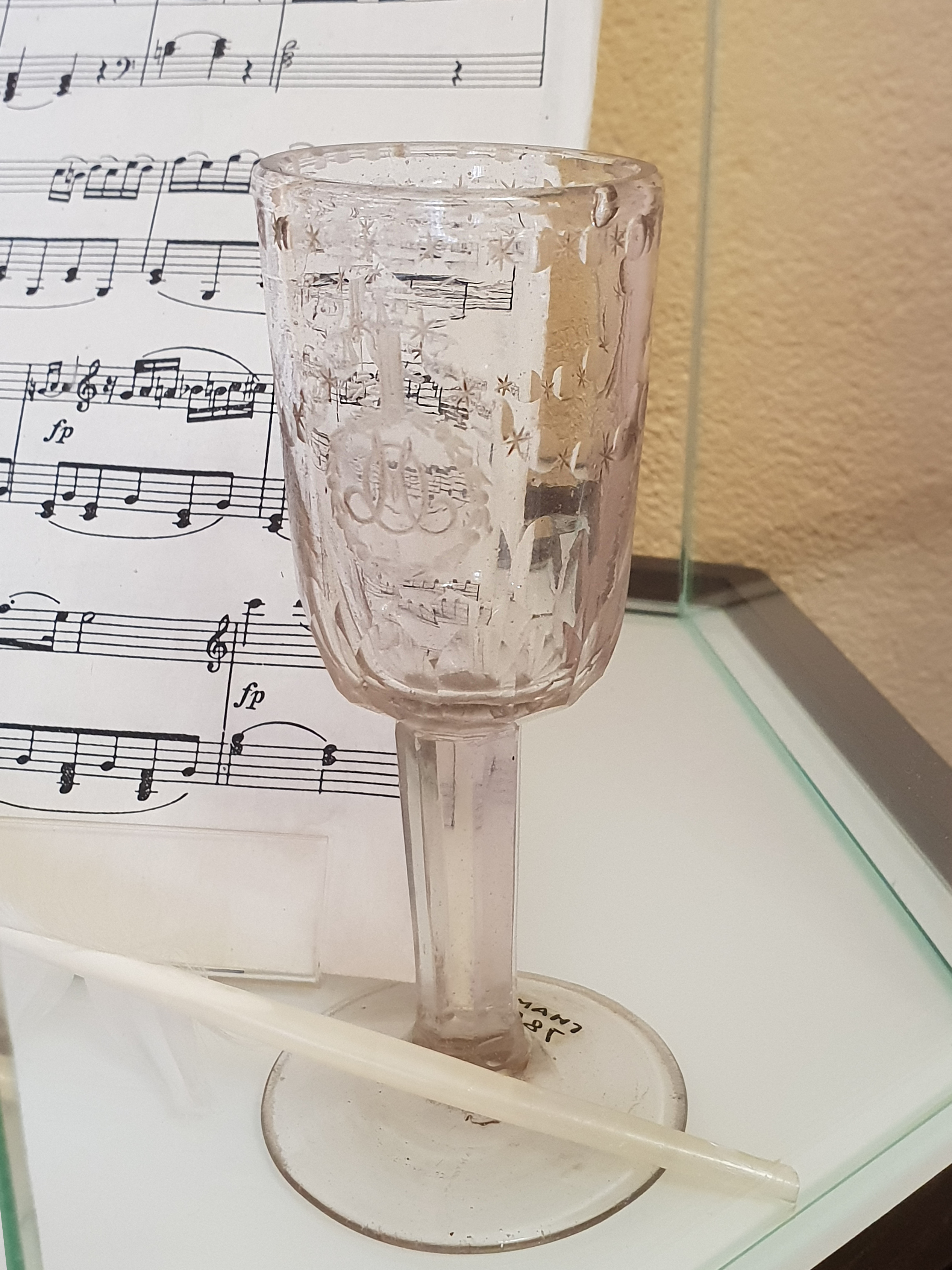
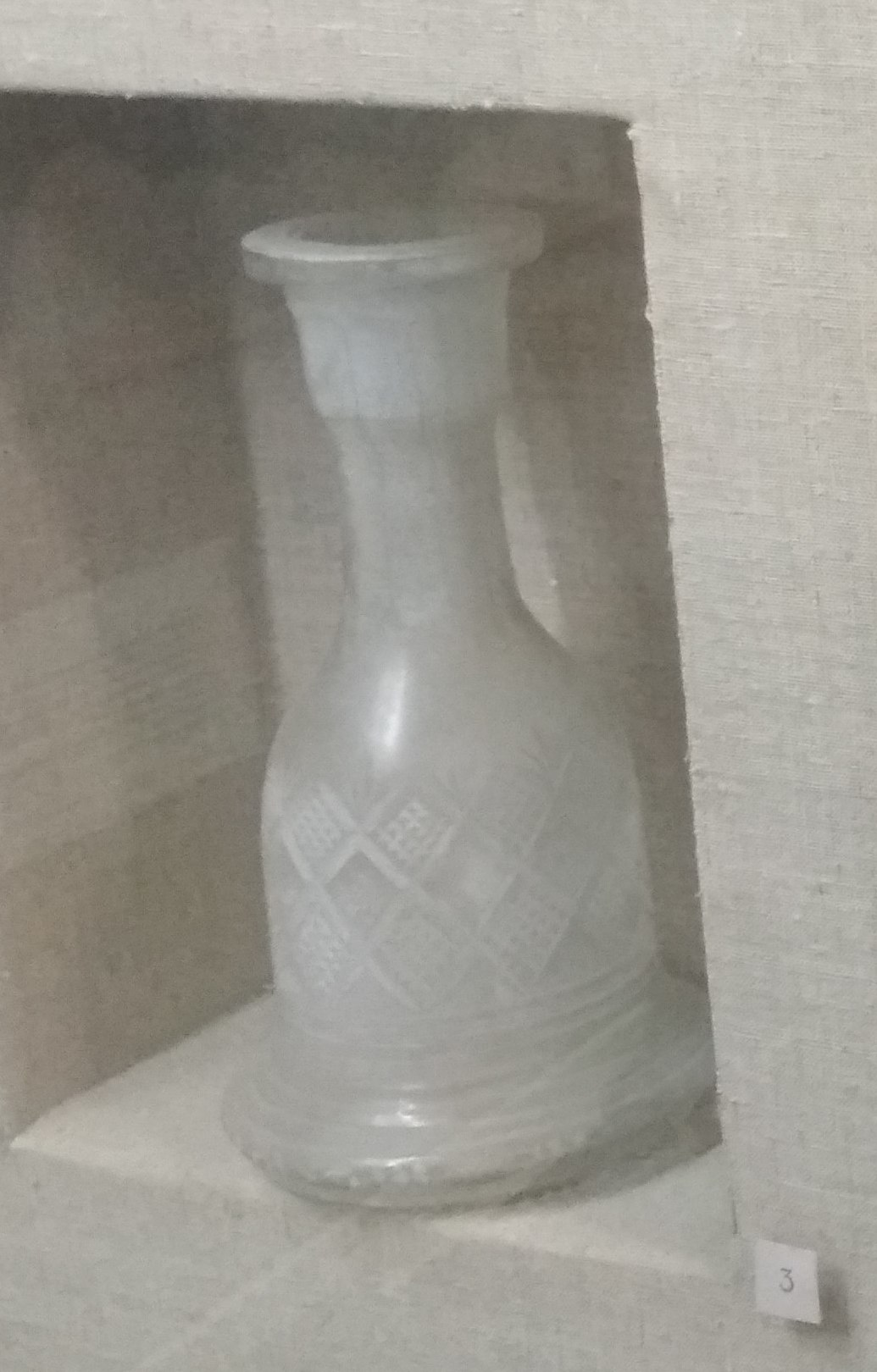
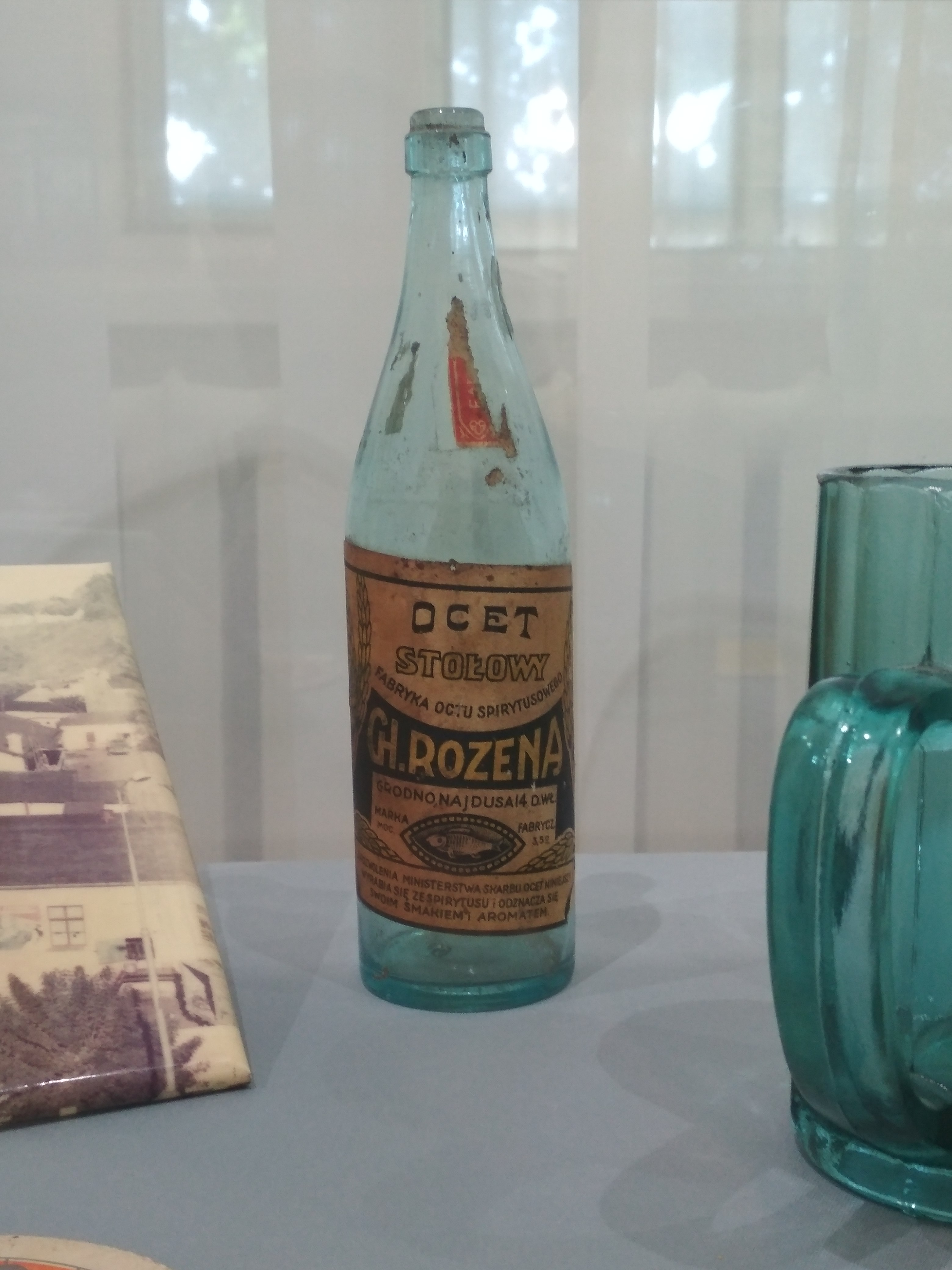